# James Graham
Sir James Robert George Graham, 2.º Baronet (Naworth Castle, Cumberland, Inglaterra; 1 de junio de 1792 - Netherby, Cumberland; 25 de octubre de 1861) fue un estadista británico.

## Biografía

### Primeros años
James Graham era el hijo de Sir James Graham y Lady Catharine Stewart, hija de John, séptimo conde de Galloway. En su juventud, Graham asistió a la Westminster School y estudió en el Christ Church College de la Universidad de Oxford. Más tarde viajó a España. Al pasar de España a Sicilia, Archibald Montgomerie, señor Montgomerie, que se encontraba en Palermo en misión diplomática, le pidió inesperadamente que actuara como su secretario privado. Así, a la edad de veintiún años, Graham entró en la vida oficial, y una enfermedad de Lord Montgomerie arrojó sobre los hombros de Graham el peso principal de una delicada negociación para separar al rey Joaquín de Napoleón. Luego acompañó a Lord Montgomerie a Roma y Génova, y regresó en 1814 a Inglaterra teniendo gran reputación para ser capaz de hacer cosas.

### Carrera
Allí decidió entrar en la política entrando para ello en el partido Whig, algo que le enemistó con su padre al ser él del partido Tory. Como tal lo eligieron por primera vez a la Cámara de los Comunes en 1818 como diputado por Kingston upon Hull. Continuó como tal hasta 1820. En 1824, Graham heredó de su padre el título de nobleza de Baronet, de Netherby en el condado de Cumberland. En 1830 se convirtió en diputado de Cumberland East y como tal lo fue hata 1837. En el mismo año se convirtió en Primer lord del Almirantazgo en el ministerio de Earl Grey, reduciendo como tal el presupuesto naval en más de un millón de libras esterlinas. Hizo contribuciones sobresalientes a la creación del proyecto de ley de reforma, pero en 1834 él fue despedido cuando también se quería llevar a cabo reformas con la iglesia estatal en Irlanda y pasó del partido Whig al partido Tory.
De 1838 hasta 1841 fue diputado de Pembroke y de 1841 a 1847 Graham fue diputado de Dorchester. En septiembre del mismo año, Graham se convirtió en Secretario de Estado del Interior bajo el ministerio de Robert Peel y permaneció leal al lado de su jefe en su lucha contra los recaudadores de impuestos protectores. Sin embargo Graham dimitió en 1846 al mismo tiempo que Peel, después de haber abierto las cartas de Giuseppe Mazzini en 1844, a través de las cuales el gobierno napolitano pudo enterarse sobre la empresa de los hermanos Bandiera, lo que había provocado la ira del público. Desde entonces, el chiste popular llama grahamizar a la apertura secreta de cartas ajenas.
Alejado de los Whigs por su deserción anterior y de los Tories por su defensa del libre comercio, Graham ganó un escaño para el distrito electoral de Ripon en 1847 gracias a la influencia del Earl Grey, al que representó hasta 1852. Ahora él estaba a la cabeza de una especie de partido intermedio entre los Whigs y los rígidos Tories, luchó ferozmente al ministerio Derby y fue nombrado Primer lord del Almirantazgo durante el ministerio de coalición Aberdeen-Russell en diciembre de 1852. También fue elegido en el mismo año diputado de Carlisle representándolo como tal hasta 1861.
Como tal Graham desarrolló una gran actividad durante la Guerra de Crimea. Sin embargo la opinión pública no estaba satisfecha con él debido al éxito limitado de la primera campaña, y se vio obligado a dimitir en febrero de 1855 ante el comité de investigación creado a petición de John Arthur Roebuck. Rechazó el puesto en el gabinete que le ofreció Henry Palmerston en 1859; pero siguió siendo -ahora para el distrito electoral de Carlisle- un miembro entusiasta e influyente de la Cámara de los Comunes y como tal tomó parte activa en sus debates. Murió el 25 de octubre de 1861 en su finca.

## Legado
La Tierra de Graham y la costa de Graham en la Antártida y la isla Graham en el Pacífico llevan su nombre.